# Ljunga
:För Ljunga i Söderköpings kommun, se Ljunga, Söderköping
Ljunga är en tätort i Norrköpings kommun, Östergötlands län.
Strax nordost om Ljunga ligger Dagsberg med Dagsbergs skola och fritidshem.  

## Befolkningsutveckling
| Befolkningsutvecklingen i Ljunga 1960–2020 | Befolkningsutvecklingen i Ljunga 1960–2020 | Befolkningsutvecklingen i Ljunga 1960–2020 | Befolkningsutvecklingen i Ljunga 1960–2020 | Befolkningsutvecklingen i Ljunga 1960–2020 |
| ------------------------------------------ | ------------------------------------------ | ------------------------------------------ | ------------------------------------------ | ------------------------------------------ |
|                                            |                                            |                                            |                                            |                                            |
| År                                         |                                            |                                            | Folkmängd                                  | Areal (ha)                                 |
| 1960                                       | 1960                                       |                                            | 250                                        |                                            |
| 1965                                       | 1965                                       |                                            | 398                                        |                                            |
| 1970                                       | 1970                                       |                                            | 699                                        |                                            |
| 1975                                       | 1975                                       |                                            | 740                                        |                                            |
| 1980                                       | 1980                                       |                                            | 683                                        |                                            |
| 1990                                       | 1990                                       |                                            | 724                                        | 68                                         |
| 1995                                       | 1995                                       |                                            | 740                                        | 68                                         |
| 2000                                       | 2000                                       |                                            | 733                                        | 68                                         |
| 2005                                       | 2005                                       |                                            | 722                                        | 69                                         |
| 2010                                       | 2010                                       |                                            | 688                                        | 68                                         |
| 2015                                       | 2015                                       |                                            | 715                                        | 94                                         |
| 2020                                       | 2020                                       |                                            | 729                                        | 93                                         |
|                                            |                                            |                                            |                                            |                                            |

## Näringsliv
I Ljunga finns ett mindre industriområde där SAAB hade en fabrik som bland annat tillverkade husvagnen SAABO, industriområdet har efter SAAB:s flytt inhyst ett flerat olika företag.